# Desa Petuguran (administrativ by i Indonesien, lat -7,69, long 109,81)
Desa Petuguran är en administrativ by i Indonesien.   Den ligger i provinsen Jawa Tengah, i den västra delen av landet, 400 km sydost om huvudstaden Jakarta.